# Liste der französischen Botschafter in El Salvador
Die französischen Gesandten in El Salvador führen den Titel:
- ambassadeur extraordinaire et plénipotentiaire de la République française auprès de la République d’El Salvador (als Mann)
- ambassadrice extraordinaire et plénipotentiaire de la République française auprès de la République d’El Salvador (als Frau).

| Ernennung Akkreditierung | Name                                                       | Bemerkungen                                                                                              | ernannt von              | akkreditiert bei der Regierung   | Posten verlassen |
| ------------------------ | ---------------------------------------------------------- | --- | ------------------------ | -------------------------------- | ---------------- |
| 1951                     | Andre Joubert                                              | | Vincent Auriol           | Óscar Osorio Hernández           |                  |
| 1955                     | E. Triât                                                   | | René Coty                | Óscar Osorio Hernández           |                  |
| 1962                     | Marc Pofilet                                               | 1968 Botschafter in Khartum                                                                              | Charles de Gaulle        | Eusebio Rodolfo Cordón Cea       |                  |
| 1967                     | Charles Lesca                                              | | Charles de Gaulle        | Fidel Sánchez Hernández          |                  |
| 1970                     | Roger Lalouette                                            | | Georges Pompidou         | Fidel Sánchez Hernández          |                  |
| 1975                     | Jacques Posier                                             | 1978–1982 Botschafter in Angola, 1987–1989 Botschafter in Luxemburg,                                     | Valéry Giscard d’Estaing | Arturo Armando Molina            |                  |
| 1979                     | Michel Dondenne                                            | 1955 Botschaftssekretär in der VAR. 1979 Botschaft besetzt. Ab 12. Februar 1980 Botschafter in San José. | Valéry Giscard d’Estaing | Carlos Humberto Romero           |                  |
| 1980                     | keine diplomatische Vertretung Frankreichs in San Salvador | |                          | Junta Revolucionaria de Gobierno | 1983             |
| 1983                     | Jean-Pierre Chauvet                                        | Geschäftsträger                                                                                          | François Mitterrand      | Álvaro Alfredo Magaña Borja      |                  |
| 1985                     | Alain Rouquie                                              | | François Mitterrand      | José Napoleón Duarte             |                  |
| 1988                     | Jean-Claude Fortuit                                        | | François Mitterrand      | José Napoleón Duarte             |                  |
| 1991                     | Gaston Le Paudert                                          | in Moroni, Geschäftsträger in Paramaribo                                                                 | François Mitterrand      | Alfredo Cristiani Burkard        |                  |
| 1996                     | Michèle Dantec                                             | | Jacques Chirac           | Armando Calderón Sol             |                  |
| 1999                     | Lydie Gazarian                                             | Jacques Chirac                                                                                           | Francisco Flores Pérez   |                                  |                  |
| 2004                     | Francis Jean Roudière                                      | (* 24. Juli 1946 in Pennautier)                                                                          | Jacques Chirac           | Antonio Saca                     | 2008             |
| 2008                     | Blandine Kreiss                                            | [ 3 ] | Nicolas Sarkozy          | Antonio Saca                     |                  |
| 2011                     | Philippe Vinogradoff                                       | | Nicolas Sarkozy          | Mauricio Funes                   |                  |
| 2015                     | David Izzo                                                 | | François Hollande        | Salvador Sánchez Cerén           |                  |